# Żeńsko (jezioro)
Żeńsko (niem. Senzig See) – jezioro rynnowe w Polsce, położone w województwie zachodniopomorskim, w powiecie choszczeńskim, w gminie Choszczno.
Akwen leży na Pojezierzu Choszczeńskim, kilkaset metrów na południe od Choszczna. Od zachodu przylega do miejscowości Sulechówek.